# Néstor D'Alessandro
Néstor D'Alessandro (Buenos Aires, Argentina; 6 de agosto de 1934 - Id, 19 de agosto de 2014) fue un famoso músico, compositor, doblajista, director y actor argentino.

## Carrera
Hijo del reconocido director de orquesta argentino Nicolás D'Alessandro, comenzó su carrera artística como músico, exclusivamente en el piano en la orquesta de su padre.
Trabajó para Radio Splendid, compuso canciones para La Revista Dislocada y fue asistente creativo del cómico Carlitos Balá.
En 1961 conoce a Manuel García Ferré, quien estaba buscando a un músico que hiciera jingles para terminar una publicidad del postre Mantecol. Néstor fue el autor de una canción del comercial: "Por la vida contento voy saboreando un rico Mantecol...".
Para la pantalla chica D'Alessandro comienza a hacer voces en cortos de 2 minutos que inventaba Ferré con sus personajes Anteojito y Antifáz transmitidas por Canal 9). En 1967 brilla en Las aventuras de Hijitus, haciendo las voces de Hijitus, que incluía un truco de aceleramiento en la cinta de audio; los ladridos de Pichichus y, según se cree, su máxima creación: la voz de La bruja Cachavacha, fue junto al actor Pelusa Suero los principales protagonistas de la serie animada. Además, tuvo un labor como guionista de la tira. Entre 1982/1985 fue director del programa infantil Telejuegos, que se emitió por ATC.  También fue el responsable de crear a las mellisas Nu y Eve, junto al talentoso dibujante Néstor Córdoba, dibujos que luego se hicieron realidad con las hermanas Noemí y Liliana Serantes. 
Más tarde, escribió los versos, canciones y muletillas del muñeco Petete y hasta creó e interpretó en el cine al pajarito Salapin, del film Trapito.
Posteriormente hizo personajes en varios programas de televisión producidos por García Ferré e incluso tuvo su propia tira (o fotonovela) en la revista Anteojito: Manuelo, lo que lo terminó haciendo popular entre chicos y grandes.
También puso música al tango de 1957, No hagas caso de la gente compuesta por la cantante uruguaya Nina Miranda y a la milonga 
Cómo te parecés a mi guitarra cantada por Adrián Guida con la Orquesta Osvaldo Pugliese en 1981.
Néstor D'Alessandro falleció el martes 19 de agosto de 2014 a la edad de 80 años luego de una larga enfermedad.

## Vida privada
En 1961 contrae matrimonio con su esposa de toda la vida la pianista Norma Esteban con quien tuvo a su hija la cantante de tango Silvia D´Alé.

## Filmografía
- 2000: Corazón, las alegrías de Pantriste.
- 1999: Manuelita.
- 1975: Petete y Trapito.
- 1973: Las aventuras de Hijitus.[6]
- 1972: Mil intentos y un invento (largometraje).

## Televisión
- 1964: El club de Anteojito y Antifaz.
- 1967: Las aventuras de Hijitus.
- 1968: El show de Anteojito y Antifaz.
- 1982/1985: Telejuegos (como director)
- 1983: Show fantástico.